# Cammarata
Cammarata (sicilià: Cammarata) és un municipi italià, dins de la província d'Agrigent. L'any 2008 tenia 6.441 habitants. Limita amb els municipis d'Acquaviva Platani (CL), Casteltermini (AG), Castronovo di Sicilia (PA), Mussomeli (CL), San Giovanni Gemini (AG), Santo Stefano Quisquina (AG), Vallelunga Pratameno (CL) i Villalba (CL).

## Evolució demogràfica

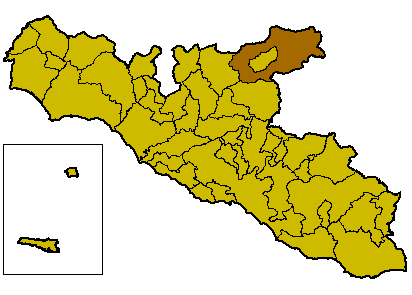
Localització de Cammarata